# Short Sealand
El Short SA.6 Sealand fue un avión anfibio comercial ligero diseñado y producido por Short Brothers. Tenía tamaño para acomodar entre cinco y siete pasajeros, así como para adaptarse al mercado extranjero general en territorios con acceso al agua y/o pistas de aterrizaje adecuados. Podía despegar y aterrizar en ríos, lagos y bahías protegidas o pistas preparadas, y podía ser pilotado por un solo piloto o por un piloto y un navegante.
El 22 de enero de 1948 tuvo lugar el vuelo inaugural del Sealand; los primeros ejemplares entraron en servicio aproximadamente dos años después. Se produjeron un total de dos variantes de producción del modelo, el SA.6 Sealand I y el SB.7 Sealand III, una versión extendida con alas más largas, un timón más alto y un casco reforzado. El SB.2 Sealand II propuesto fue pensado como el segundo prototipo del modelo, pero nunca se completó como tal, sino que se convirtió en el primero del lote de 4 aviones de preproducción G-AKLM a G-AKLP. El Sealand fue pilotado por operadores tanto civiles como militares, siendo la Armada de la India un operador particularmente destacado de este modelo. Su vida operativa incluye vuelos regulares dentro de diversas zonas del mundo, entre ellas Borneo, Bengala Oriental, Noruega y Venezuela.

## Desarrollo
Inmediatamente después de la Segunda Guerra Mundial, la sabiduría convencional entre los operadores y fabricantes de aviones sostenía que los hidrocanoas todavía tenían un papel relevante que desempeñar en múltiples nichos. Shorts participó particularmente activamente en este campo, produciendo el Short Sandringham, una conversión desmilitarizada del avión de patrulla marítima Short Sunderland de la época de la guerra, que estaba demostrando su valía en varios rincones del mundo, al tiempo que emprendió el desarrollo del Short Solent, esencialmente un derivado mejorado del Sunderland, también para el sector civil. Uno de los diseñadores de la empresa, C.T.P. Lipscomb, examinó las perspectivas de construir tres tamaños diferentes de hidrocanoas; estos conceptos se denominaron SA.6 (pequeño), SA.7 (mediano) y SA.8 (grande), respectivamente.
El concepto compacto SA.6 parecía tener un potencial de ventas considerable, ya que su tamaño facilitaba su uso desde lagos interiores y otras masas de agua. Durante julio de 1946, la compañía anunció su intención de producir el SA.6, asignándole el nombre de Sealand, como un avión comercial anfibio de cinco a siete pasajeros. El trabajo de diseño se dividió entre las instalaciones de la compañía en Rochester y Belfast; la primera trabajó en el casco y la cola, mientras que la segunda se centró en la configuración del ala y del motor. El diseño se basaba en gran medida en el más grande Solent, pero también incorporaba los últimos avances en diseño estructural, incluido el uso de refuerzos hundidos para las costillas y mamparos. Además, al ala del Sealand se le dio una relación de aspecto más alta que la del Solent para mejorar tanto su velocidad de ascenso como su eficiencia en vuelo de crucero.
El 19 de enero de 1948 se botó el prototipo del Sealand; realizó su vuelo inaugural tres días después desde las aguas del Belfast Lough, pilotado por el piloto de pruebas jefe de Shorts, Harold Piper. Habiendo sido volado inicialmente desde el agua, ya que carecía de su tren de aterrizaje y de varios otros equipos, el prototipo fue rápidamente equipado con los elementos restantes y volado al aeropuerto de Sydenham para comenzar las pruebas en tierra. Una de las primeras modificaciones fue el descenso de sus motores, que se cambiaron para reducir la resistencia de interferencia excesivamente alta inducida por su posición original. A pesar de las intenciones de construir un segundo prototipo propulsado por un motor alternativo, el radial Alvis Leonides, ya que se habían previsto dificultades para obtener los motores De Havilland Gipsy Queen 70-3, nunca se construyó ningún Sealand con el motor Alvis. La producción en serie de este tipo fue autorizada por el Ministerio de Aviación Civil a mediados de 1949.

## Diseño
El Short SA.6 Sealand era un avión anfibio monoplano de ala alta en voladizo. Compartía su configuración básica con el hidrocanoa más grande Short Solent, aunque tenía aproximadamente la mitad de su tamaño y, no obstante, presentaba algunos avances estructurales. El Sealand presentaba una construcción totalmente metálica y poseía un casco de hidrocanoa y flotadores debajo de las alas para equilibrarse. También estaba equipado con un tren de aterrizaje estándar de rueda trasera; las dos ruedas principales se retraían en huecos en el casco debajo de las alas, mientras que la rueda de cola se retraía por detrás del fondo de planeo del casco. El mecanismo de retracción estaba impulsado por un sistema neumático de 450 psf; la aeronave no estaba equipada con sistema hidráulico.
La cabina de pasajeros, que estaba dimensionada para alojar hasta siete pasajeros, estaba efectivamente dividida en dos mitades (unidas a través de una pasarela) por los marcos tipo cajón formados por los huecos para el tren de aterrizaje retráctil. Esta cabina estaba rodeada por un total de seis ventanas particularmente grandes; existía una única puerta de entrada en el lado de babor del fuselaje, junto con una puerta de extensión para carga o realizar misiones de ambulancia aérea. Había paneles abatibles con bisagras debajo de las ventanas deslizantes y un escalón externo para facilitar el proceso de amarre, típicamente complejo. La cabina del Sealand fue diseñada para poder ser ser operada por un único piloto, así como por uno acompañado de un navegante.
El Sealand estaba propulsado por un par de motores de pistón en línea invertidos refrigerados por aire De Havilland Gipsy Queen 70-3, cada uno capaz de generar hasta 340 hp. Estos motores se montaron intencionalmente tan alto como fuese razonablemente posible en el ala para proporcionar suficiente espacio libre contra las salpicaduras, aunque esto se redujo un poco durante las pruebas para reducir la resistencia. Para facilitar el manejo del agua, se instalaron hélices de paso reversible, que podían usarse para reducir la distancia de aterrizaje requerida; este arreglo fue lo suficientemente efectivo como para que se considerara innecesario un timón acuático.

## Historia operacional

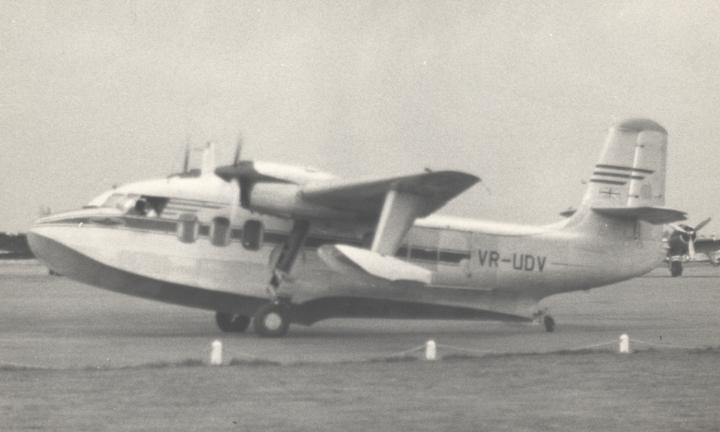
Short SA.6 Sealand VR-UDV de Shell Oil en Blackbushe, en septiembre de 1954.

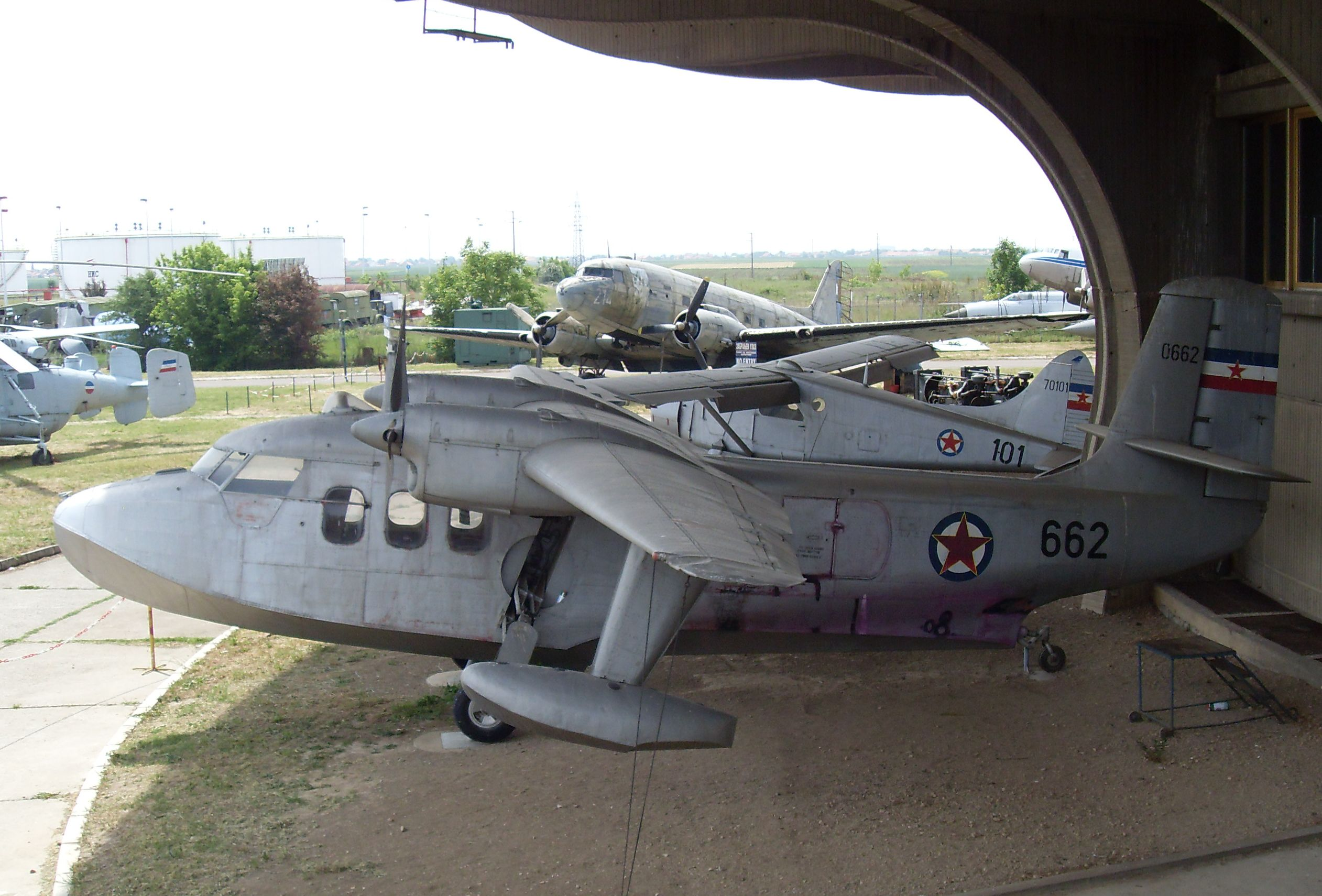
Short SA.6 Sealand en el Museo del Aire de Belgrado (2009).

Además del prototipo, se produjeron un total de cuatro aviones de preproducción, el primero de los cuales fue retenido por Shorts con fines de demostración (finalmente se estrelló en la niebla durante una gira de ventas por Noruega, muriendo tanto el piloto como el representante de ventas). Los otros tres Sealand de preproducción finalmente se vendieron a operadores extranjeros en Noruega y Borneo. Al principio de la carrera del modelo se determinó que, si bien era muy adecuado para operar desde aguas protegidas y poseía cualidades de navegabilidad en gran medida favorables, amerizar en mar abierto era un desafío para los pilotos de Sealand, lo que llevó a que se realizaran algunas modificaciones para mejorar sus prestaciones.
Ya en 1949, Shorts inició vigorosos esfuerzos de ventas en torno al Sealand; según el autor de aviación C.H. Barnes, las demostraciones del avión generalmente causaban buenas impresiones en los potenciales clientes. Se construyó un lote adicional de diez Sealand y se vendió a una variedad de pequeños operadores, incluido uno (G-AKLW, más tarde SU-AHY) equipado como un "yate aéreo" con accesorios de lujo para un cliente privado en Egipto, y al que se le dio el nombre de Nadia. Una de las primeras ventas de un único Sealand a un cliente estadounidense obtuvo la distinción de ser la primera venta de un avión en el mercado estadounidense en la posguerra.
Durante 1952, la Armada de la India encargó un lote de diez Sealand, que se construyeron con especificaciones mejoradas. En consecuencia, estos aviones presentaban controles duales, mayor capacidad de combustible y motores mejorados. Los diez aviones fueron entregados entre enero y noviembre de 1953. El último Sealand en servicio con la Armada de la India fue retirado doce años después; un avión fue conservado y exhibido en el Museo de Aviación Naval de la India.
Existe un segundo Sealand en el Museo del Aire de Belgrado, que se afirma que fue matriculado originalmente como G-AKLF. Sin embargo, este registro no fue asignado al Sealand; también se dice que este avión llevaba la matrícula local YU-CFK, lo que indica que en realidad se trataba del avión con el número de fabricación de Shorts SH.1567, es decir, el G-AKLS.
Un tercero, G-AKLW (comprado originalmente por el rico cliente egipcio mencionado anteriormente) estaba en reconstrucción (2008) en el Museo del Transporte y del Folklore del Ulster en Cultra, Holywood, Irlanda del Norte.
Shorts retuvo el primer prototipo (G-AIVX) para uso de la empresa, usándolo a menudo sin flotadores ni riostras para aumentar su carga útil. Después de varios años de uso, finalmente fue desguazado después de que expirara su Certificado de Aeronavegabilidad en abril de 1955.

## Variantes
SA.6 Sealand
Prototipo propulsado por dos motores De Havilland Gipsy Queen 70-2, uno construido
SA.6 Sealand I
Variante de producción con dos motores De Havilland Gipsy Queen 70-3, 14 construidos.
SB.2 Sealand II
Variante propuesta con motores Alvis Leonides, no construida
SB.7 Sealand III
Variante para operar en Noruega con ocho pasajeros y tren de aterrizaje desmontado, dos conversiones.
SA.6 Sealand
Variante para India con motores De Havilland Gipsy Queen 70-4, controles duales y depósitos de combustible adicionales para seis horas de autonomía, diez construidos.

## Operadores

### Civiles
Estados Unidos
- Christian & Missionary Alliance

 Noruega
- Vestlandske Luftfartsselskap (VLS): dos aviones modificados como hidroaviones Srs 1M, sin tren de aterrizaje.

 Pakistán
- East Bengal Transport Commission

 Reino Unido
- Shell Oil
- Short Brothers

 Suecia
- Aero Nord Sweden

 Yugoslavia
- JAT

### Militares
Arabia Saudita
- Real Fuerza Aérea Saudí: un avión donado a la RSAF para realizar tareas de búsqueda y rescate.

 India
- Armada de la India: diez aviones Series 1L con motores Gipsy Queen 70-4 y controles duales, todos entregados en 1953.

 Yugoslavia
- Fuerza Aérea Yugoslava: dos aviones Series 1F transferidos desde JAT.

## Especificaciones (Sealand I)
Referencia datos: Shorts Aircraft since 1900, British Civil Aircraft 1919–1972

### Características generales
- Tripulación: Uno o dos (piloto o piloto y navegante)
- Capacidad: 5-7 pasajeros
- Longitud: 12,9 m (42,2 ft)
- Envergadura: 18 m (59 ft) [17]
- Altura: 4,6 m (15 ft) [16]
- Superficie alar: 32,8 m² (353,1 ft²)[18]
- Peso vacío: 3178 kg (7004,3 lb)
- Peso cargado: 4128 kg (9098,1 lb)
- Planta motriz: 2× motor lineal invertido de 6 cilindros refrigerado por aire De Havilland Gipsy Queen 70-3.
  - Potencia: 250 kW (345 HP; 340 CV) cada uno.
- Hélices: Tripala metálica reversible

### Rendimiento
- Velocidad máxima operativa (Vno): 301 km/h (187 MPH; 163 kt)
- Velocidad crucero (Vc): 282 km/h (175 MPH; 152 kt) [16]
- Alcance: 1060 km (572 nmi; 659 mi) [16] (3,5 h)
- Techo de vuelo: 6300 m (20 669 ft) [16]
- Régimen de ascenso: 4,5 m/s (886 ft/min) [16]

## Aeronaves relacionadas

### Aeronaves similares
- Piaggio P.136

### Secuencias de designación
- Secuencia S._ (interna de Short, posterior a 1921): ← S.41 - S.42 - S.43 - S.44 - S.45 (I) - S.45 (II) - S.46 →
- Secuencia S_._ (interna de Short, secuencia de la SBAC): ← SA.3 - SA.4 - SA.5 - SA.6 - SA.7 - SA.8 - SA.9 - SB.1 - SB.2 - SB.3 - SB.4 - SB.5 - SB.6 - SB.7 - SB.8 - SB.9 - SC.1 →